# 카오하간섬

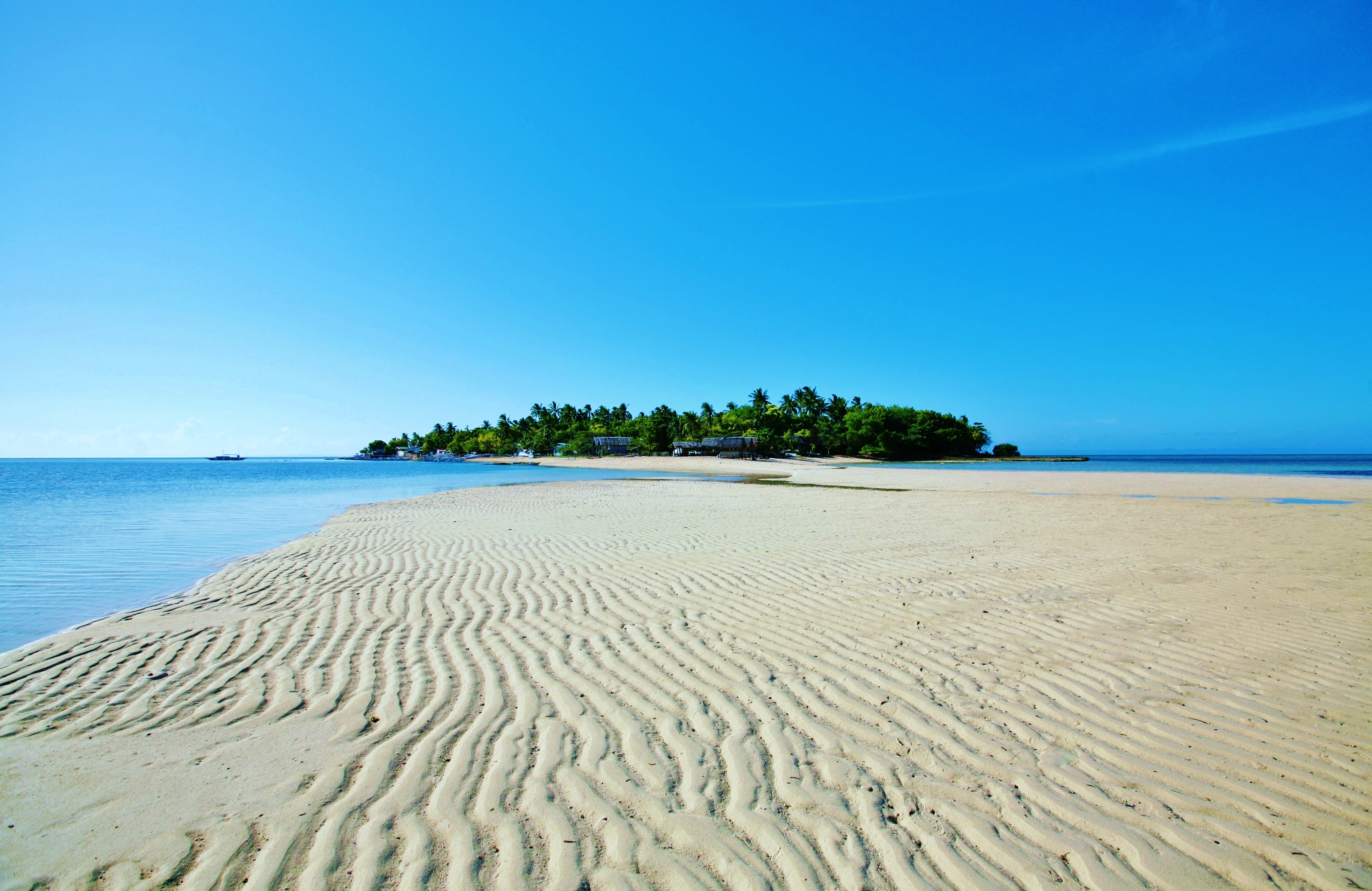

카오하간섬(Caohagan Island), 카오하간 또는 카와하간은 필리핀 세부 해협에 위치한 섬이다. 이 섬은 막탄섬 해안에서 떨어진 섬들로 구성된 올랑고섬군을 이루는 섬 중 하나이다. 카오하간은 라푸라푸시의 관할에 속한다. 많은 주민들이 여전히 어업에 의존하지만, 카오하간의 일부 주민들은 관광업에 종사하며 섬의 해변 리조트에서 일하거나 관광객을 위한 상품을 판매하고, 음식 노점을 열고, 아일랜드 호핑 투어를 제공한다.
2020년 최신 인구 조사에 따르면, 카오하간의 인구는 694명이다. 본토와의 거리 때문에 가구들은 전기를 위해 태양광 패널을 사용한다. 지방 정부는 섬의 빈곤층 주민들에게 태양광 패널을 제공했다.
태풍과 같은 자연재해가 섬을 위협한다. 2021년 카오하간은 태풍 라이 또는 슈퍼태풍 오데트의 맹공격에 영향을 받았다. 정부와 비정부 단체들은 태풍으로 피해를 입은 가족들을 돕기 위해 구호 및 복구 활동을 제공했다.

## 관광
카오하간섬은 넓은 백사장과 해양 보호 구역이 있어 세부주의 주요 관광 명소 중 하나가 되고 있다. 관광객들은 섬 근처의 산호초에서 잠수나 스노클링을 즐길 수 있다. 섬의 해산물 시장에서는 신선한 해산물을 구매할 수도 있다.

## 교통
섬으로 가는 정기 보트편은 없지만, 코르도바, 앙가실, 마리곤돈 항구에서 전세 방카를 이용해 카오하간으로 갈 수 있다.

## 교육
섬에는 공립 초등학교인 카와하간 초등학교가 있다.

## 같이 보기
- 인구 밀도별 섬 목록